# Gemeinsames Vormittagsprogramm von ARD und ZDF
Das gemeinsame Vormittagsprogramm von ARD und ZDF ging am 3. Januar 1966 durch Beteiligung des ZDF aus dem seit 1961 gesendeten Vormittagsprogramm der ARD hervor. Dieses zielte als konkurrierendes Angebot auf Zuschauer in Ostdeutschland („Schichtarbeiter-Fernsehen“). In Teilen besteht dieses gemeinsame Vormittagsprogramm bis heute. Es wird im Ersten und im ZDF ausgestrahlt und von beiden Sendern im wöchentlichen Wechsel produziert.

## Programm der ARD im „Zonenrand“ 1961–1966

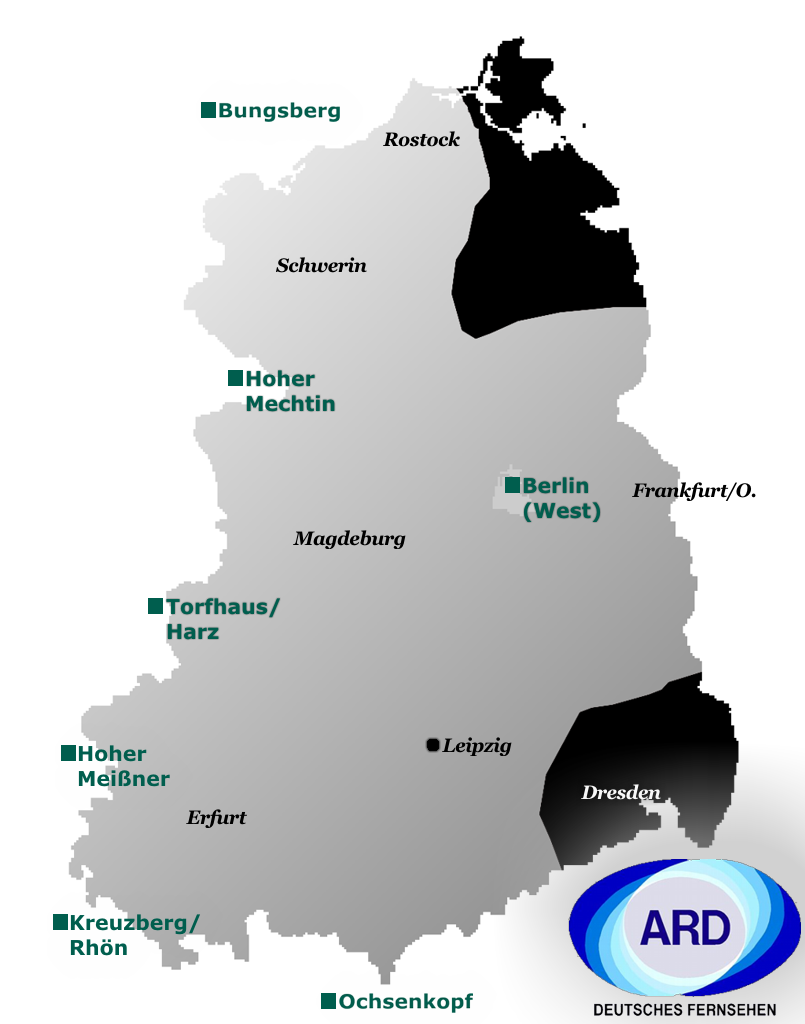
Grobe Darstellung der ARD-Reichweite in das Gebiet der DDR mit Senderstandorten

Das Vormittagsprogramm der ARD startete am 4. September 1961 durch den Sender Freies Berlin (SFB) in Kooperation mit den übrigen ARD-Anstalten „für die Bewohner der sowjetischen Besatzungszone und des sowjetischen Sektors von Berlin“. Es wurde nur über die Sender des SFB und des Norddeutschen Rundfunks (NDR) (Torfhaus, Bungsberg) sowie der grenznahen Sender des Hessischen Rundfunks (HR) (Meißner, Rimberg) und des Bayerischen Rundfunks (BR) (Kreuzberg, Ochsenkopf) ausgestrahlt, die sich alle in der Nähe der innerdeutschen Grenze (dem „Zonenrand“) befanden. Anfangs wurden etwa 140 Minuten pro Tag gesendet, davon 90 Prozent Wiederholungen. Die restliche Zeit wurden spezielle Produktionen, vor allem aktuelle Nachrichtensendungen ausgestrahlt. Das Programm begann montags bis samstags um zehn Uhr mit einer fünfminütigen Nachrichtensendung, es folgte eine Wiederholung der Tagesschau vom Vortag, danach verschiedene Wiederholungen, meist ein Spielfilm, und um 11.45 Uhr oder 12 Uhr abschließend die Sendung Aktuelles Magazin einschließlich der Presseschau. Von neun bis zehn Uhr wurde teilweise zusätzlich über verschiedene ARD-Sender Schulfunk gesendet.
Sonntags wurde das Vormittagsprogramm zunächst wie beschrieben ab 10.00 Uhr ausgestrahlt.
Um 11.00 Uhr begann das bundesweite Fernsehprogramm mit der halbstündigen Programmvorschau zum Mitschreiben vom WDR. Ab zwölf Uhr folgte dann aus Köln auch Der internationale Frühschoppen.

## Einstieg des ZDF 1966
Das ZDF war zu diesem Zeitpunkt in der DDR nicht allgemein empfangbar. Die ARD hatte daher dem ZDF 1965 eine Beteiligung am Vormittagsprogramm angeboten, zunächst unter der Prämisse einer Beibehaltung der Alleinverantwortung der ARD. Die beiden Sender verständigten sich dann aber doch auf eine gemeinsame Redaktion. Der Programmanteil des ZDF am gesamten Gemeinschaftsprogramm von knapp 200 Minuten betrug anfangs 37 Prozent, steigerte sich bis in die 1980er Jahre aber auf 50 Prozent. Durch den ZDF-Anteil lief das gemeinsame Programm in der Folge von 10 Uhr mit der Tagesschau, gefolgt von der heute- oder Tagesthemen-Sendung vom Vortag bis zur abschließenden Presseschau um 12.50 Uhr bzw. 12.55 Uhr und der Tagesschau von 13.00 Uhr bis 13.15 Uhr.

## Bundesweite Verbreitung seit 1981
Seit dem 2. Januar 1981 wird das Vormittagsprogramm bundesweit ausgestrahlt. Der Programmanteil des ZDF ging im Jahr 1991 wieder zurück auf 43,9 Prozent. Seit dem 2. Oktober 1989 beendet das bis heute wöchentlich abwechselnd von ARD und ZDF produzierte ARD- bzw. ZDF-Mittagsmagazin das gemeinsame Vormittagsprogramm an Werktagen. Seit 13. Juli 1992 startet das ebenfalls abwechselnd produzierte ARD- bzw. ZDF-Morgenmagazin zunächst um sechs Uhr, später dann um 5:30 Uhr. Seit dem 1. Januar 1999 und bis zum 30. Dezember 2011 wurden neben dem Morgen- und dem Mittagsmagazin auf beiden Sendern nur noch die Nachrichten um neun, zehn und zwölf Uhr (Tagesschau um zwölf bzw. heute mittag) gemeinsam gesendet. Mit Beginn des Jahres 2012 endete die Kooperation bei den Nachrichten, da das ZDF nun eigene Nachrichtensendungen um 9 und 12 Uhr produziert und die ARD daraufhin ebenfalls eigene Nachrichtensendungen in dieser Zeitspanne ankündigte. Somit wird in den Programmzeiten von 9 bis 13 Uhr, in denen seit 1999 nur noch die Nachrichten gemeinschaftlich gesendet wurden, nun komplett eigenständig gesendet.
Senderintern wurde bis 2017 im Bereich des gemeinsamen Programms zwischen ARD- und ZDF-Wochen unterschieden, in denen der jeweilige Sender den gemeinsamen Teil des Vormittagsprogramms übernahm. Seit 2018 ist einer der beiden Sender für das Morgenmagazin verantwortlich, während der andere das Mittagsmagazin beisteuert. In der folgenden Woche wechselt in der Regel die Zuständigkeit für Morgen- und Mittagsmagazin, so dass der Programmanteil im gemeinsamen Bereich gleich groß ist. Diese beiden Sendungen sind auch die einzigen, die noch vom gemeinsamen Vormittagsprogramm übrig geblieben sind, nachdem 2012 bereits die Kooperation im Nachrichtenbereich ein Ende fand. Beide Sender unterhalten eigene Redaktionen für Nachrichten, Morgen- und Mittagsmagazin. Sollte einer der verantwortlichen Sender abweichendes Programm am Vormittag ausstrahlen (etwa Spezialsendungen oder Sportübertragungen), werden die Gemeinschaftssendungen trotzdem vom verantwortlichen Sender produziert und dem anderen Sender zur Verfügung gestellt.
Für die ARD produziert der WDR das ARD-Morgenmagazin in Köln, während das ZDF sein ZDF-Morgenmagazin aus dem Hauptstadtstudio in Berlin sendet. Das ARD-Mittagsmagazin wird seit 2018 vom rbb in Berlin produziert (von 1989 bis 2017 war der BR in München dafür zuständig). Beim ZDF findet die Produktion des ZDF-Mittagsmagazins ebenfalls im Berliner Hauptstadtstudio statt, wobei sich rbb und ZDF dort ein Studio teilen. Die Redaktionen sind jedoch weiterhin getrennt. ZDF-Morgenmagazin und ZDF-Mittagsmagazin werden von einer einzigen Redaktion verantwortet. Der Nachrichtenüberblick für beide ARD-Formate wird vom ARD-aktuell in Hamburg produziert, der Nachrichtenüberblick für die ZDF-Sendungen kommt aus Mainz.